# Erneuerbare Energien in den Vereinigten Staaten

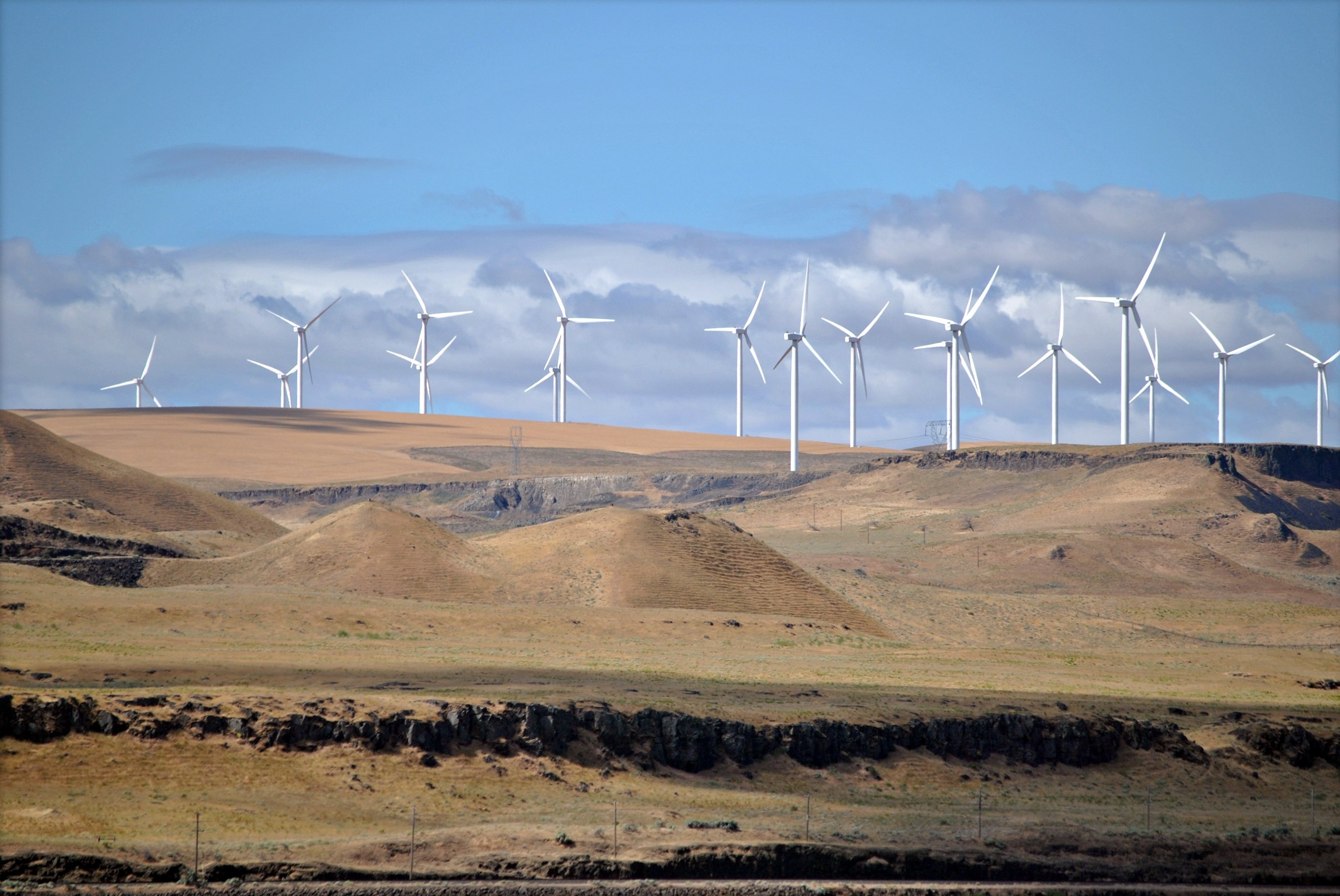
Die Shepherds Flat Wind Farm ist ein 845 Megawatt (MW) Windpark im Bundesstaat Oregon

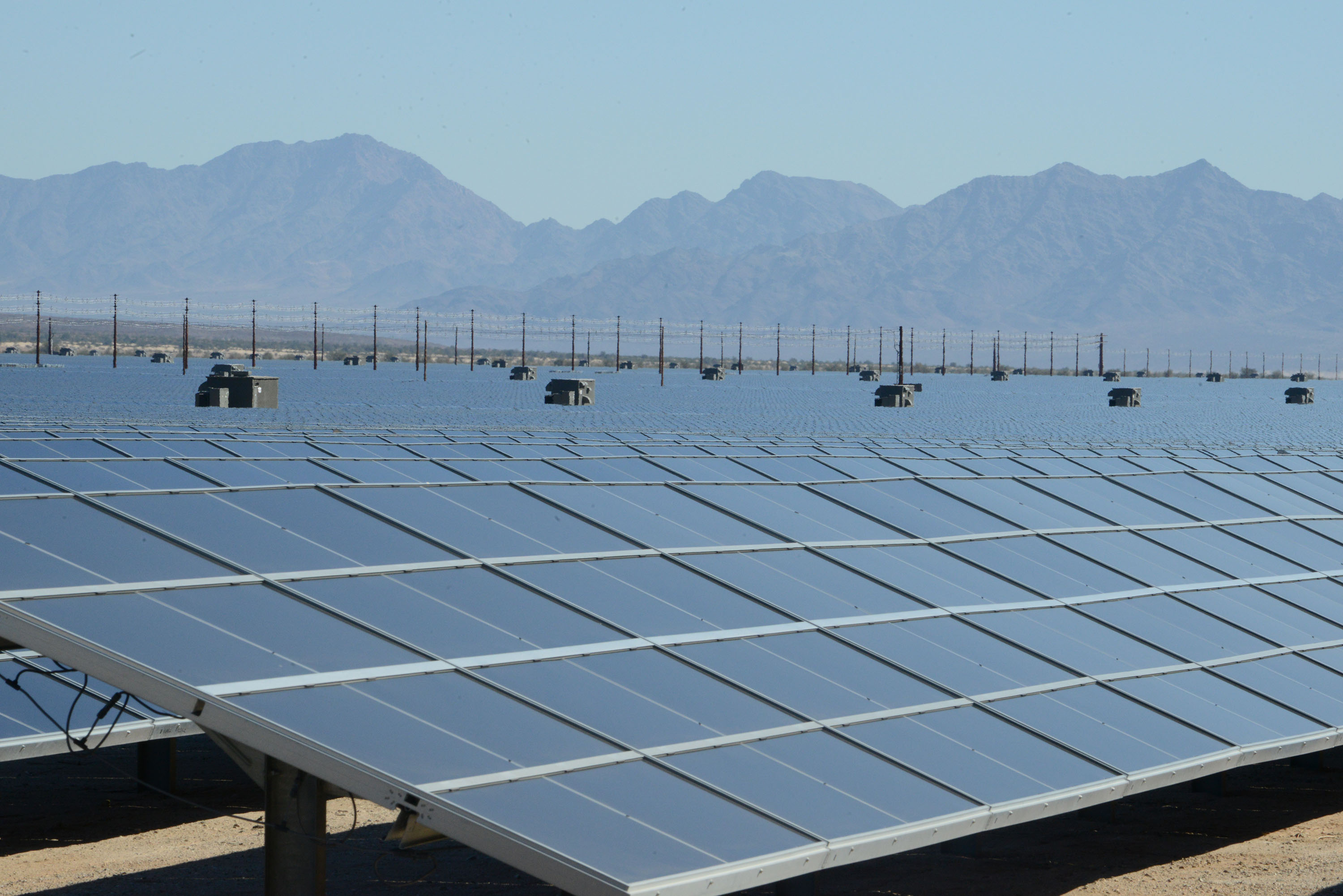
Solaranlagen in der 550-MW-Solarfarm Desert Sunlight

Nach vorläufigen Daten der US Energy Information Administration betrug der Anteil der erneuerbaren Energien in den Vereinigten Staaten am gesamten Primärenergieverbrauch im Jahr 2022 etwa 13,1 % und etwa 21,5 % des produzierten Stroms in den Vereinigten Staaten. Seit 2019 ist Windenergie die größte erneuerbare Energiequelle im Land und erzeugte 2022 rund 10,2 % des Gesamtstroms.
Den nächstgrößten Anteil an erneuerbarer Energie lieferte die Wasserkraft mit 6,2 % der gesamten Stromproduktion, was 262 Terawattstunden im Jahr 2022 entspricht. Die Vereinigten Staaten sind nach China, Kanada und Brasilien der viertgrößte Produzent von Wasserkraft in der Welt. Die Solarenergie lieferte 2022 einen wachsenden Anteil der Elektrizität mit 3,4 % der gesamten Elektrizitätsversorgung.
Im Jahr 2016 arbeiteten mehr als 260.000 Menschen in der Solarbranche und 43 Bundesstaaten setzten Net Metering ein, bei dem Energieversorger überschüssigen Strom aus Solaranlagen zurückkaufen. Zu den großen Photovoltaik-Kraftwerken in den Vereinigten Staaten gehören Mount Signal Solar (600 MW) und Solar Star (579 MW). Seit die Vereinigten Staaten in den 1980er Jahren mit Solar One Pionierarbeit in der solarthermischen Kraftwerkstechnologie geleistet haben, wurden mehrere weitere solcher Kraftwerke gebaut. Die größten dieser solarthermischen Kraftwerke sind die Ivanpah Solar Power Facility (392 MW), südwestlich von Las Vegas, und die SEGS-Anlagengruppe in der Mojave-Wüste mit einer Gesamtleistung von 354 MW.

## Erneuerbare Energien und Kohlendioxid-Emissionen
|                                           | 2017  | 2018  | 2019  | 2020  | 2021  | 2022  | 2023  |
| ----------------------------------------- | ----- | ----- | ----- | ----- | ----- | ----- | ----- |
| Petroleum und andere flüssige Brennstoffe | 2,332 | 2,372 | 2,365 | 2,033 | 2,234 | 2,272 | 2,251 |
| Erdgas                                    | 1,474 | 1,629 | 1,686 | 1,651 | 1,655 | 1,746 | 1,750 |
| Kohle                                     | 1,316 | 1,259 | 1,076 | 876   | 1,003 | 941   | 766   |
| Gesamt                                    | 5,133 | 5,271 | 5,138 | 4,571 | 4,903 | 4,970 | 4,778 |

Zwischen 2010 und 2020 sind die Kosten für Wind, Solar drastisch gesunken.
Erneuerbare Energien haben das Potenzial, die CO2-Emissionen in drei wichtigen Energienutzungssektoren zu reduzieren: Verkehr, Heizung und Kühlung (einschließlich Gebäudeheizung und -klimatisierung, industrielle Wärmenutzung usw.) und Strom.

## Entwicklungen und Trends

Installierte Kapazität an Wasserkraft, Onshore-Wind, Solarenergie und Geothermie

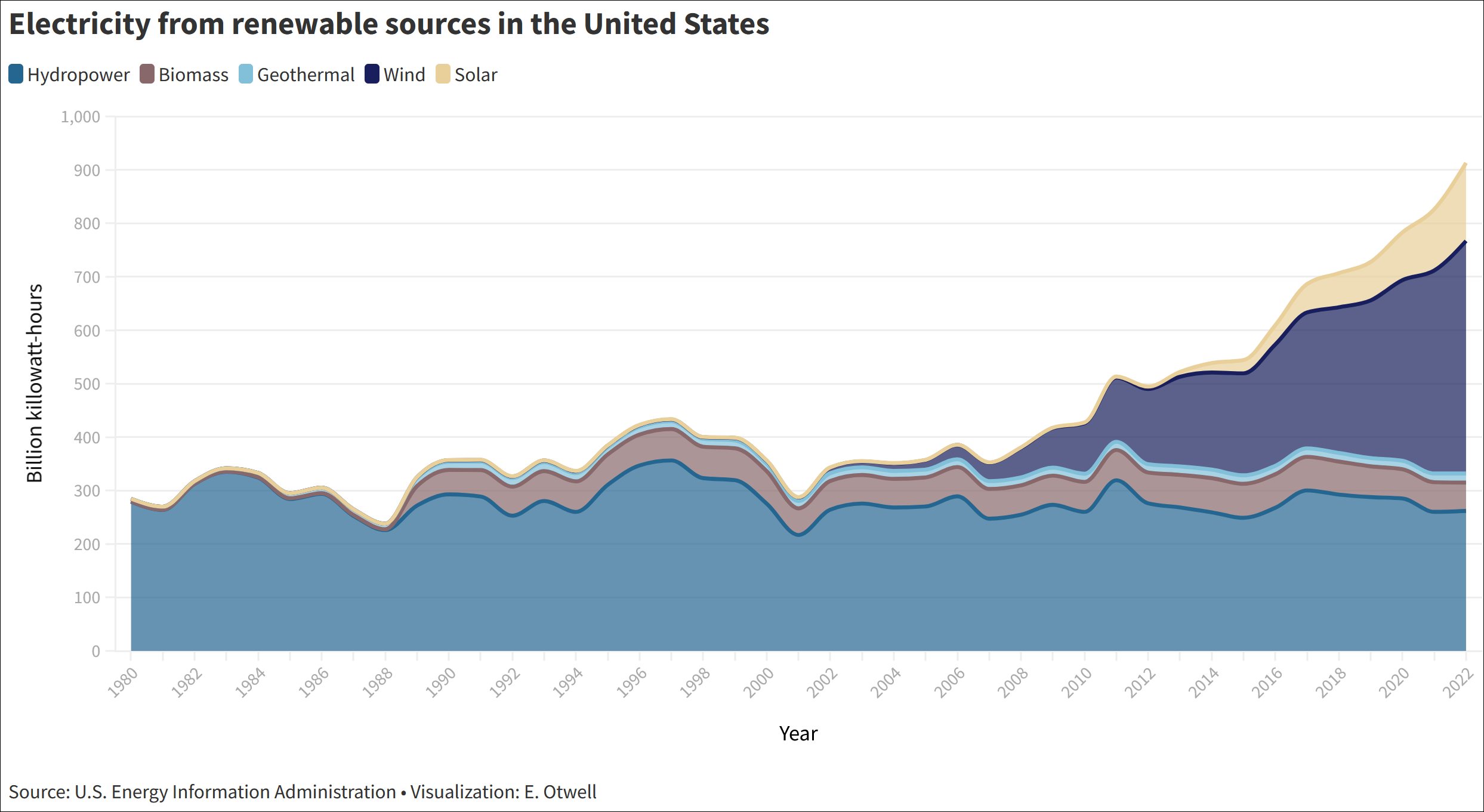
Erneuerbarer Strom in USA nach Art über die Zeit

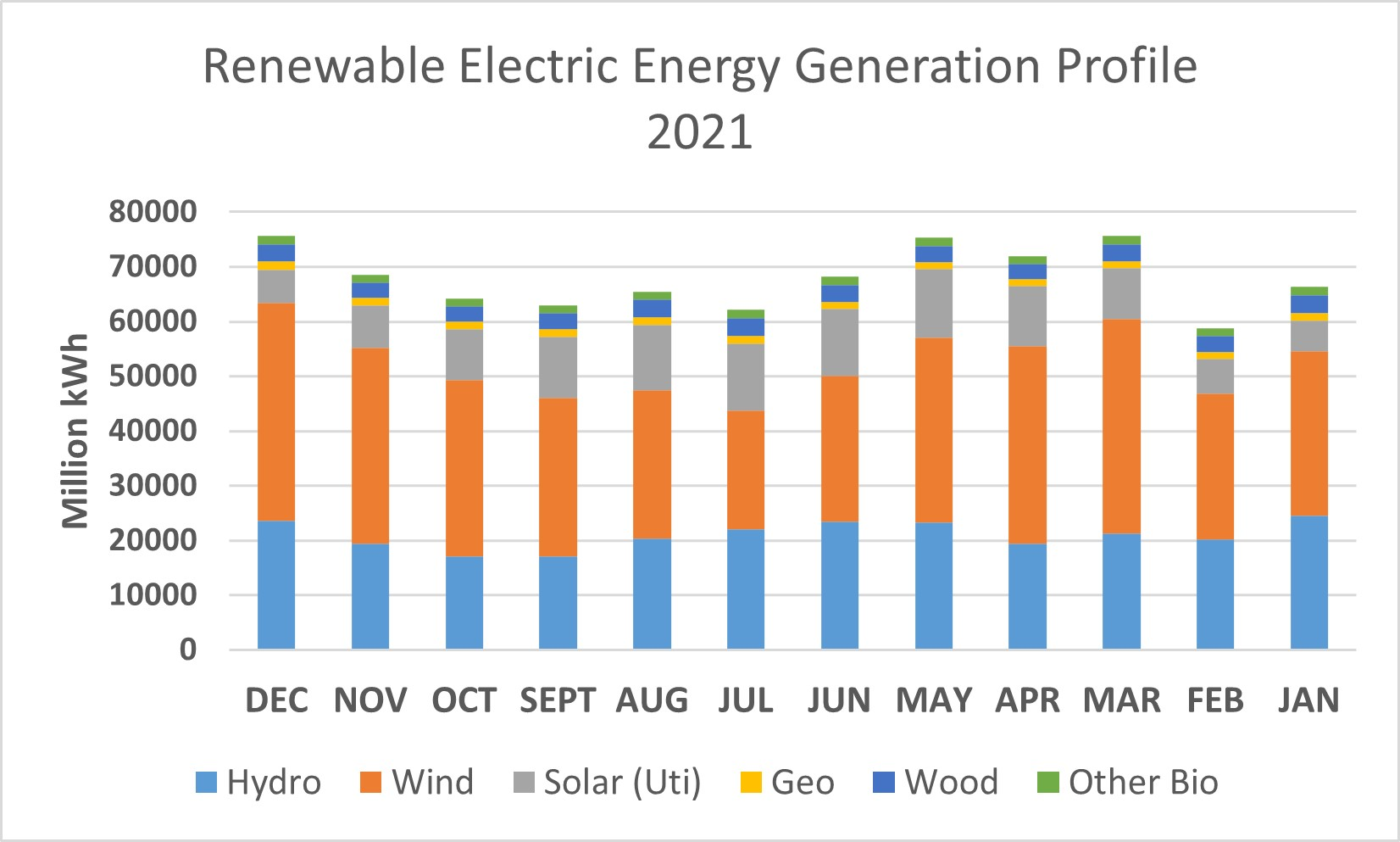
2021 Profil der erneuerbaren Energien

Neuinstallationen erneuerbarer Energie pro Jahr

Energieverbrauch nach Energieträger

Im Jahr 2013 betrug die Nettostromerzeugung in den USA 4.058 TWh, davon stammten 269 TWh aus Wasserkraft und 253 TWh aus anderen Erneuerbare Quellen. Insgesamt betrug der Anteil der erneuerbaren Energien an der Stromerzeugung 12,9 %. Zugleich waren die USA mit Investitionen in Höhe von 35,8 Mrd. US-Dollar der größte Investor unter den Industriestaaten.
In den USA gibt es sowohl staatliche als auch bundesstaatliche Förderprogramme für erneuerbare Energien. Bedeutsam ist u. a. der staatlich gewährte Production Tax Credit, infolgedessen bis Ende 2013 eine Windkraftleistung von ca. 61 GW aufgebaut wurde, womit die USA nach China über den bedeutendsten Windenergiemarkt der Welt verfügen. Als Vorreiter gilt Kalifornien, wo bereits in den 1980er Jahren angetrieben durch staatliche (National Energy Act) und bundesstaatliche Förderpolitik infolge der Ölkrisen ein früher Windenergieboom einsetze. Auch vor der ersten Ölkrise 1973 war bereits eine Energiekrise wahrgenommen und über Alternativen diskutiert worden. Gründe hierfür waren die beginnende Erschöpfung texanischer Öl- und Gasvorkommen sowie die Umweltprobleme der konventionellen Energiewirtschaft, auf die eine kritischer gewordene Öffentlichkeit aufmerksam machte. Eine 1973 von Präsident Richard Nixon in Auftrag gegebene Studie schlug daraufhin starke Energieeinsparungen, den Ausbau der Kernenergie sowie die maximal mögliche Nutzung der erneuerbaren Energien vor.
Bis zum Jahr 2016 existiert im Bundesstaat Kalifornien unter Aufsicht und Verwaltung der California Public Utilities Commission die sog. California Solar Initiative als Anreizprogramm zur Förderung von Solarenergie. Dieses stellt 2,167 Milliarden Dollar in den Jahren 2007 bis 2016 dafür zur Verfügung. Es soll dadurch zusätzlich eine Kapazität von 1.940 Megawatt Solarstrom aufgebaut werden. Das ergänzende Programm CSI-Thermal soll mit 250 Millionen Dolar zwischen 2010 und 2017 zur Neuinstallation von 200.000 Solarthermieanlagen führen.

### Erneuerbare Energien im Stromsektor
| Jahr | Von Stromversorgern1 erzeugt | Solar-Kleinanlagen2 Schätzungen | US Gesamt3 | Hydro   | Wind    | Solar4  | Bio5   | Geo    | Gesamt Erneuerbare | % von US Gesamt |
| ---- | ---------------------------- | ------------------------------- | ---------- | ------- | ------- | ------- | ------ | ------ | ------------------ | --------------- |
| 2021 | 4115.540                     | 49.025                          | 4164.565   | 260.225 | 379.767 | 163.703 | 55.479 | 16.238 | 875.412            | 21.02%          |
| 2020 | 4007.135                     | 41.522                          | 4048.657   | 285.274 | 337.938 | 130.721 | 54.703 | 15.890 | 824.526            | 20.37%          |
| 2019 | 4118.051                     | 35.041                          | 4153.092   | 273.707 | 300.071 | 107.275 | 58.412 | 16.011 | 755.476            | 18,19 %         |
| 2018 | 4178.077                     | 29.539                          | 4207.616   | 292.524 | 272.667 | 93.364  | 61.832 | 15.967 | 736.354            | 17,50 %         |
| 2017 | 4034.268                     | 23.99                           | 4058.258   | 300.333 | 254.303 | 77.276  | 62.762 | 15.927 | 710.601            | 17,51 %         |
| 2016 | 4076.675                     | 18.812                          | 4095.487   | 267.812 | 226.993 | 54.866  | 62.76  | 15.826 | 628.257            | 15,34 %         |
| 2015 | 4077.601                     | 14.139                          | 4091.74    | 249.08  | 190.719 | 39.032  | 63.632 | 15.918 | 558.381            | 13,64 %         |
| 2014 | 4093.606                     | 11.233                          | 4104.839   | 259.367 | 181.655 | 28.924  | 63.989 | 15.877 | 549.812            | 13,39 %         |

Anmerkungen: 
1 Gesamte Stromenergieerzeugung der US-Versorgungsunternehmen. 
2 Geschätzte Photovoltaik-Kleinanlagen in den USA 
3 Summe der Stromerzeugung der US-Versorgungsunternehmen und der Solar-Kleinanlagen 
4 Geschätzte Stromerzeugung der Solar-Versorgungsunternehmen und der Solar-Kleinanlagen 
5 Bio umfasst Holz, Holzprodukte, Abfall, Deponiegas und andere.
| Stromquelle | Kapazität im Sommer (GW) | Anteil     | Anteil  | Kapazitätsfaktor | Erzeugte Energie (TWh) | Anteil     | Anteil  |
| Stromquelle | Kapazität im Sommer (GW) | Erneuerbar | Gesamt  | Kapazitätsfaktor | Erzeugte Energie (TWh) | Erneuerbar | Gesamt  |
| --- | ------------------------ | ---------- | ------- | ---------------- | ---------------------- | ---------- | ------- |
| Vorläufige Stromerzeugung aus erneuerbaren Quellen im Jahr 2019 |                          |            |         |                  |                        |            |         |
| Wind | 103.58                   | 39,87 %    | 9,22 %  | 0.331            | 300.071                | 39,72 %    | 7,23 %  |
| Wasser | 79.75                    | 30,70 %    | 7,10 %  | 0.392            | 273.707                | 36,23 %    | 6,59 %  |
| Solar | 60.54                    | 23,30 %    | 5,39 %  | 0.202            | 107.275                | 14,20 %    | 2,58 %  |
| Biomasse | 13.45                    | 5,18 %     | 1,20 %  | 0.496            | 58.412                 | 7,73 %     | 1,41 %  |
| GeoThermal | 2.46                     | 0,95 %     | 0,22 %  | 0.743            | 16.011                 | 2,12 %     | 0,39 %  |
| Gesamt | 259.78                   | 100,00 %   | 23,12 % | 0.340            | 755.476                | 100,00 %   | 18,19 % |
| Stromerzeugung aus erneuerbaren Quellen im Jahr 2018 |                          |            |         |                  |                        |            |         |
| Wind | 94.42                    | 39,03 %    | 8,47 %  | 0.330            | 272.667                | 37,03 %    | 6,48 %  |
| Wasser | 79.87                    | 33,02 %    | 7,17 %  | 0.418            | 292.524                | 39,73 %    | 6,95 %  |
| Solar | 51.43                    | 21,26 %    | 4,62 %  | 0.207            | 93.364                 | 12,68 %    | 2,22 %  |
| Biomasse | 13.73                    | 5,68 %     | 1,23 %  | 0.514            | 61.832                 | 8,40 %     | 1,47 %  |
| GeoThermal | 2.44                     | 1,01 %     | 0,22 %  | 0.747            | 15.967                 | 2,17 %     | 0,38 %  |
| Gesamt | 241.89                   | 100,00 %   | 21,71 % | 0.348            | 736.354                | 100,00 %   | 17,50 % |
| Anmerkung: Solar umfasst geschätzte Kleinanlagen. Biomasse umfasst Holz und aus Holz gewonnene Brennstoffe, Deponiegas, biogene feste Siedlungsabfälle und andere Abfallbiomasse. |                          |            |         |                  |                        |            |         |

## Akzeptanz
Laut einer Umfrage von CBS News aus dem Jahr 2019 unter 2143 US-Bürgern glaubten 42 % der amerikanischen Erwachsenen unter 45 Jahren, dass die USA bis 2050 realistischerweise auf 100 % erneuerbare Energien umsteigen könnten, während 29 % dies für unrealistisch hielten und 29 % unsicher waren. Bei den älteren Amerikanern liegen diese Zahlen bei 34 %, 40 % bzw. 25 %. Die Meinungsunterschiede könnten auf die Bildung zurückzuführen sein, da jüngere Amerikaner mit größerer Wahrscheinlichkeit in der Schule über den Klimawandel unterrichtet wurden als die Älteren.

## Organisationen für erneuerbare Energien
Der American Council on Renewable Energy (ACORE) ist eine gemeinnützige Organisation mit Sitz in Washington, D.C. Sie wurde 2001 als vereinigendes Forum gegründet, um erneuerbare Energien in den Mainstream von Amerikas Wirtschaft und Lebensstil zu bringen. Im Jahr 2010 hatte ACORE über 700 Mitgliedsorganisationen. Im Jahr 2007 veröffentlichte ACORE den zweibändigen Bericht „Outlook On Renewable Energy In America“ über die Zukunft der erneuerbaren Energien in den Vereinigten Staaten. Es wurde gesagt, dass dieser Bericht eine „neue Realität für erneuerbare Energien in Amerika“ aufzeigt.
Das Environmental and Energy Study Institute (EESI) ist eine gemeinnützige Organisation, die eine ökologisch nachhaltige Gesellschaft fördert. Das EESI wurde 1984 von einer Gruppe von Kongressabgeordneten gegründet und will ein Katalysator sein, der die Gesellschaft weg von umweltschädlichen fossilen Brennstoffen und hin zu einer sauberen Energiezukunft bewegt. Die EESI präsentiert politische Lösungen, die zu einer geringeren globalen Erwärmung und Luftverschmutzung, Verbesserungen der öffentlichen Gesundheit, Energiesicherheit und ländlichen wirtschaftlichen Entwicklungsmöglichkeiten, einer verstärkten Nutzung erneuerbarer Energiequellen und einer verbesserten Energieeffizienz führen werden.
Das Rocky Mountain Institute (RMI) ist eine Organisation, die sich der Forschung, Veröffentlichung, Beratung und Vortragstätigkeit im allgemeinen Bereich der Nachhaltigkeit widmet, mit einem besonderen Fokus auf gewinnbringende Innovationen für Energie- und Ressourceneffizienz. Das RMI hat seinen Hauptsitz in Snowmass, Colorado, und unterhält außerdem Büros in Boulder, Colorado. RMI ist der Herausgeber des Buches Winning the Oil Endgame.